# Therac-25
Therac-25는 Therac-6 및 Therac-20 장치 이후 1982년에 캐나다 원자력공사(AECL)에서 생산한 컴퓨터 제어 방사선 치료기이다. 더 이전의 Therac 장치는 프랑스의 CGR(Compagnie générale de radiologie)과 협력하여 생산되었다.
Therac-25는 1985년부터 1987년 사이에 최소 6번의 사고에 연루되었으며, 그 중 일부 환자에게 엄청난 양의 방사선이 투여되었다. 동시 프로그래밍 오류(경쟁 조건이라고도 함)로 인해 때때로 환자에게 평소보다 수백 배나 커진 방사선량을 투여하여 사망이나 심각한 부상을 초래했다. 이러한 사고는 안전이 중요한 시스템에 대한 소프트웨어 제어의 위험성을 강조했다.
Therac-25는 의료정보학, 소프트웨어 공학, 컴퓨터 윤리 분야의 표준 사례 연구로 자리 잡았다. 이는 엔지니어가 최종 사용자 보고서를 무시하고 심각한 결과를 초래한 후 엔지니어의 과신의 위험을 강조한다.

## 역사

선형 가속기.

의료용 선형가속기의 작동 애니메이션.

프랑스 회사 CGR은 Neptune 및 Sagittaire 선형 가속기를 제조했다.
1970년대 초, CGR과 캐나다 공기업인 AECL(Atomic Energy of Canada Limited)은 최대 6MeV의 X선을 생성하는 DEC PDP-11 미니컴퓨터인 Therac-6, 그리고 최대 20MeV의 X선이나 전자를 생성할 수 있는 Therac-20으로 제어되는 선형 가속기 건설에 협력했다. 컴퓨터가 없어도 가속기가 작동할 수 있어 사용 편의성이 높아졌다. CGR은 Therac-6용 소프트웨어를 개발했으며 Therac-20용 일부 서브루틴을 재사용했다.
1981년에 두 회사는 협력 계약을 종료했다. AECL은 에너지원을 클라이스트론에서 마그네트론으로 변경하여 보다 제한된 공간에서 전자 가속을 위한 새로운 이중 통과 개념을 개발했다. 특정 기술에서는 생성된 전자를 직접 사용하는 반면, 다른 기술에서는 텅스텐 양극과 충돌하여 X선 빔을 생성한다. 이 이중 가속기 개념은 Therac-20과 Therac-25에 적용되었으며, Therac-25는 훨씬 더 작고 다재다능하며 사용하기 쉽다. 병원에서는 두 대의 기계보다 전자와 엑스레이 치료를 적용할 수 있는 듀얼 기계를 갖는 것이 더 경제적이었다.
Therac-25는 컴퓨터에 의해 제어되는 기계로 설계되었으며 결과적으로 일부 안전 메커니즘이 하드웨어에서 소프트웨어로 전환되었다. AECL은 일부 안전 메커니즘을 복제하지 않기로 결정하고 Therac-20의 모듈과 코드 루틴을 Therac-25에 재사용했다.
Therac-25의 첫 번째 프로토타입은 1976년에 제작되었으며 1982년 후반에 시장에 출시되었다.
Therac-25용 소프트웨어는 PDP-11 어셈블리어를 사용하여 한 사람이 수년에 걸쳐 개발했다. 이는 Therac-6 소프트웨어의 진화였다. 1986년에 프로그래머는 AECL을 떠났다. 후속 소송에서 변호사들은 프로그래머를 식별하거나 그의 자격과 경험을 알 수 없었다.
미국에는 5대, 캐나다에는 6대가 설치되었다.
사고 이후 1988년 AECL은 AECL 의료 부문을 해체했고 테라트로닉스 인터내셔널 주식회사는 설치된 Therac-25 기계의 유지 관리를 인수했다.

## 같이 보기
- 고이아니아 방사능 유출사고
- 이온화 방사선
- 원자력 사고